# غاق برانت
غاق برانت (الاسم العلمي: Phalacrocorax penicillatus) هو نوع من جنس غاق.